# 1930년 전국동계체육대회 스피드스케이팅 일반부 남자 10000m
1930년 전국동계체육대회 스피드스케이팅 일반부 남자 10000m는 일제강점기 조선 경성부에서 개최된 1930년 전국동계체육대회 스피드스케이팅의 세부 종목이다.

## 경기 결과
남자 10000m 종목은 결선 경기만 진행되었다.
| 순위 | 선수   | 소속 | 기록    | 비고        |
| ---- | ------ | ---- | ------- | ----------- |
| 1    | 최재은 | 백구 | 22:04.8 | 대회 신기록 |
| 2    | 함명순 | 평양 | 22:05.7 |             |
| 3    | 이성덕 | 의주 | 22:21.0 |             |

## 참고 문헌
- 대한체육회 (1990). 《대한체육회 70년사》.
- 대한체육회 (2011). 《대한체육회 90년사》.
- “제11회 전국동계체육대회 스피드스케이팅 일반부 남자 10000m 결승 경기 결과”. 대한체육회.[깨진 링크(과거 내용 찾기)]